# 香葉道

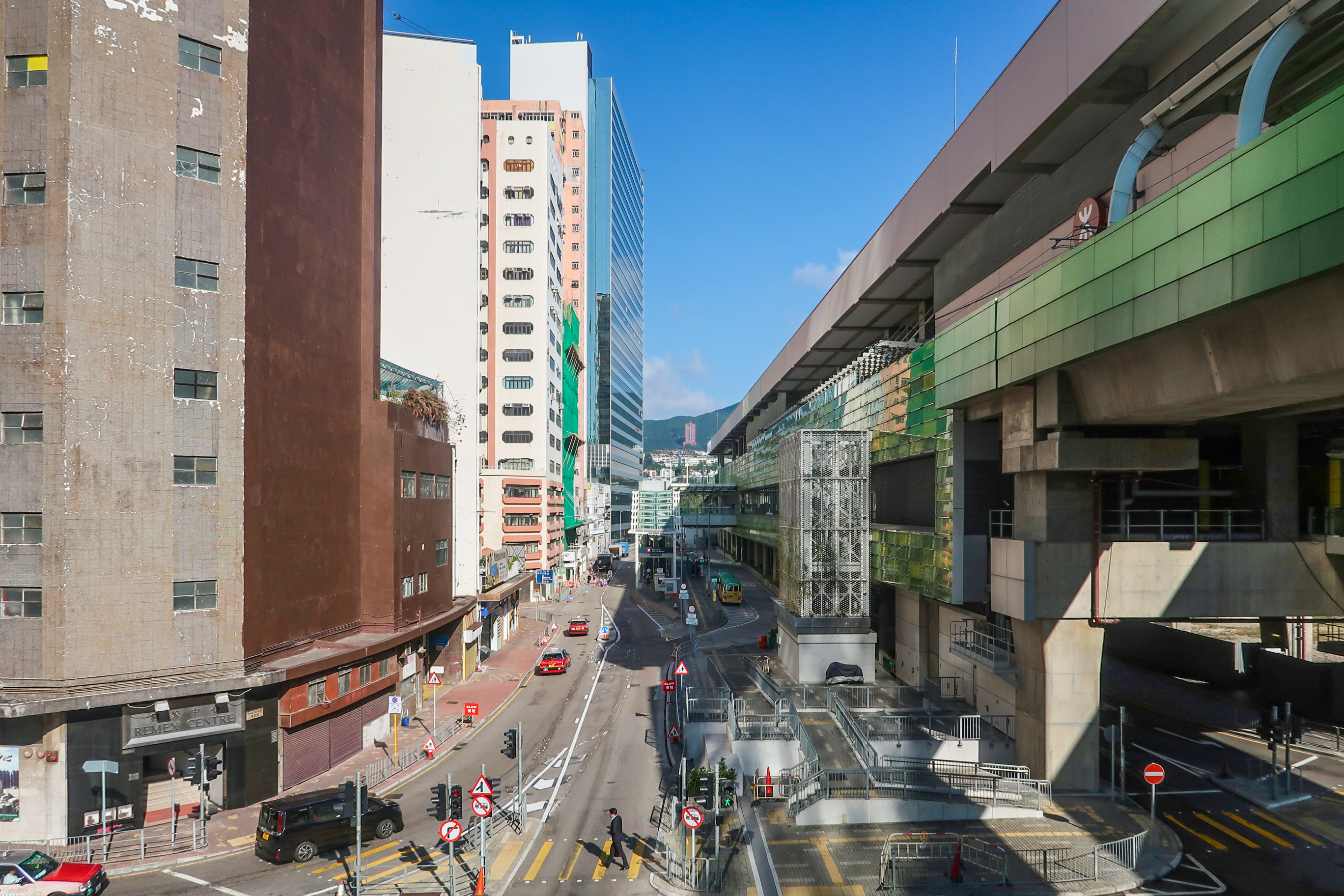
香葉道東段

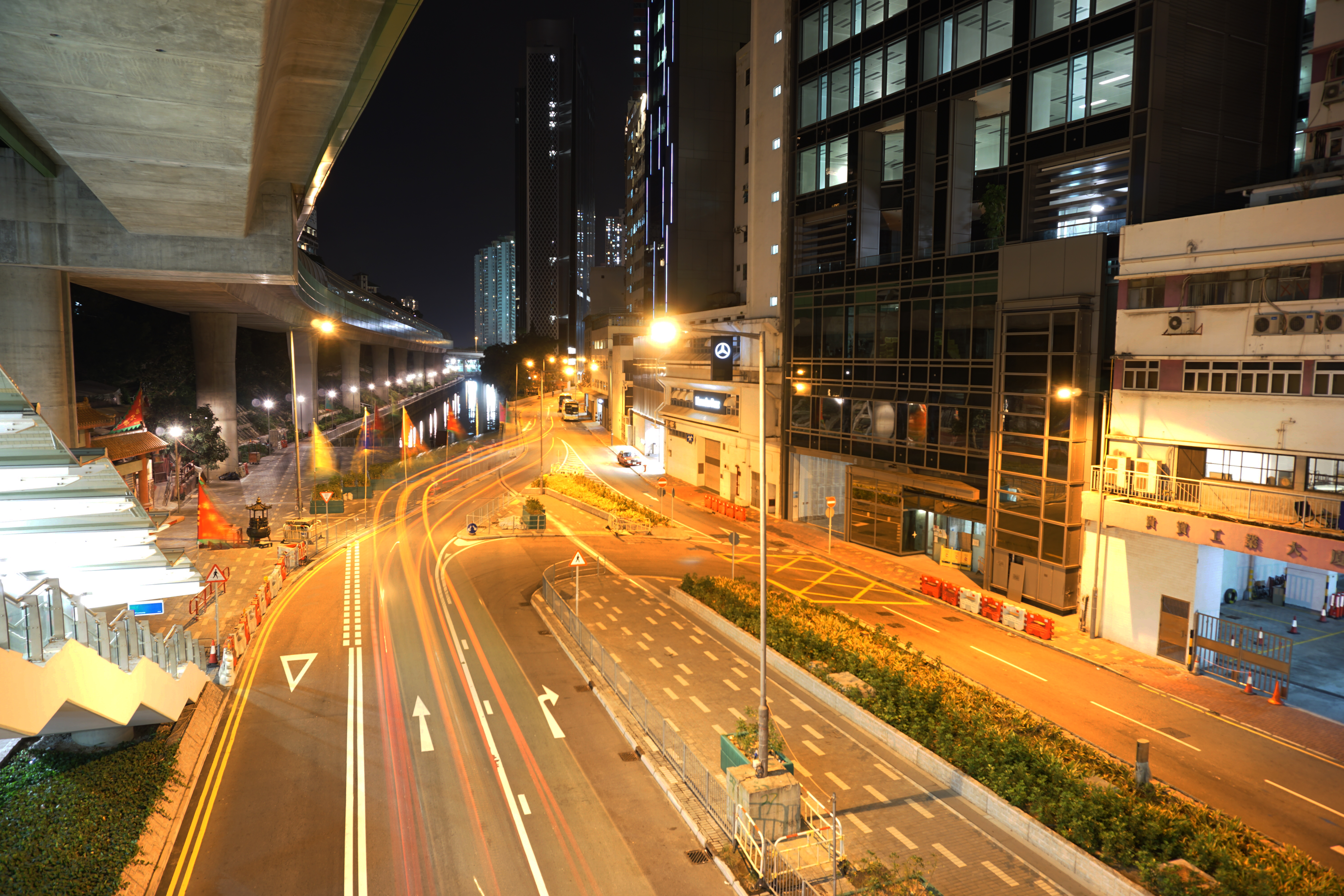
香葉道西段

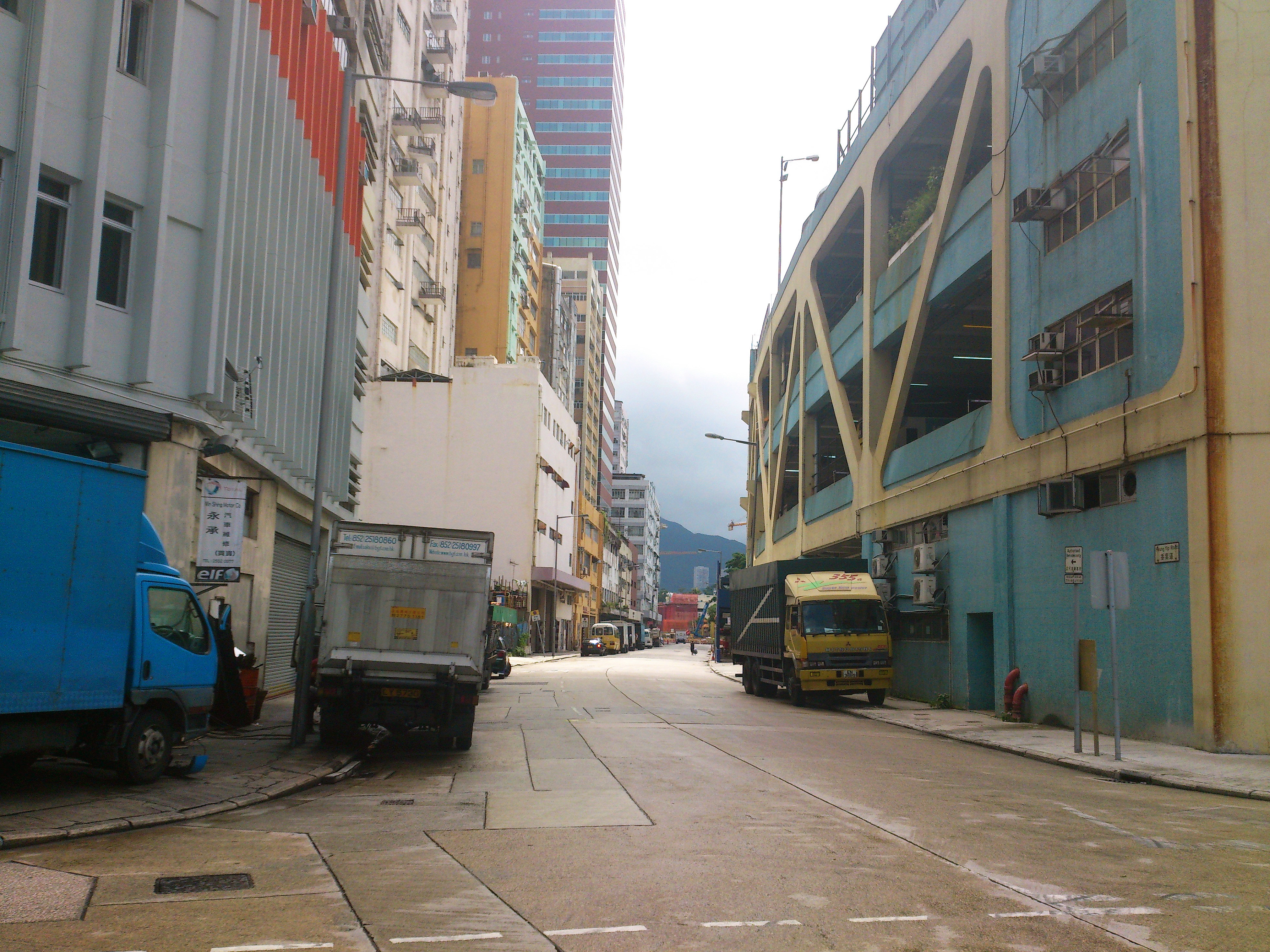
香葉道西端

香葉道（英語：Heung Yip Road）是香港黃竹坑一條主要道路，連接黃竹坑道到海洋公園道，途經黃竹坑工業區南面，旁邊有黃竹坑明渠。

## 沿途
- 香港仔警署
- 城巴黃竹坑車廠
- 雅格酒店
- 黃竹坑大王爺廟
- 南朗山道熟食市場[2]
- 港鐵黃竹坑站及南港島綫車廠
- 前黃竹坑邨
- 港島南岸The Southside大型商場
- One Island South
- 香港海洋公園
- 黃竹坑遊樂場
- 黃竹坑體育館
- 香港仔運動場
- 香港警察學院

## 交匯道路
- 黃竹坑道
- 南朗山道
- 業發街
- 警校道
- 海洋公園道

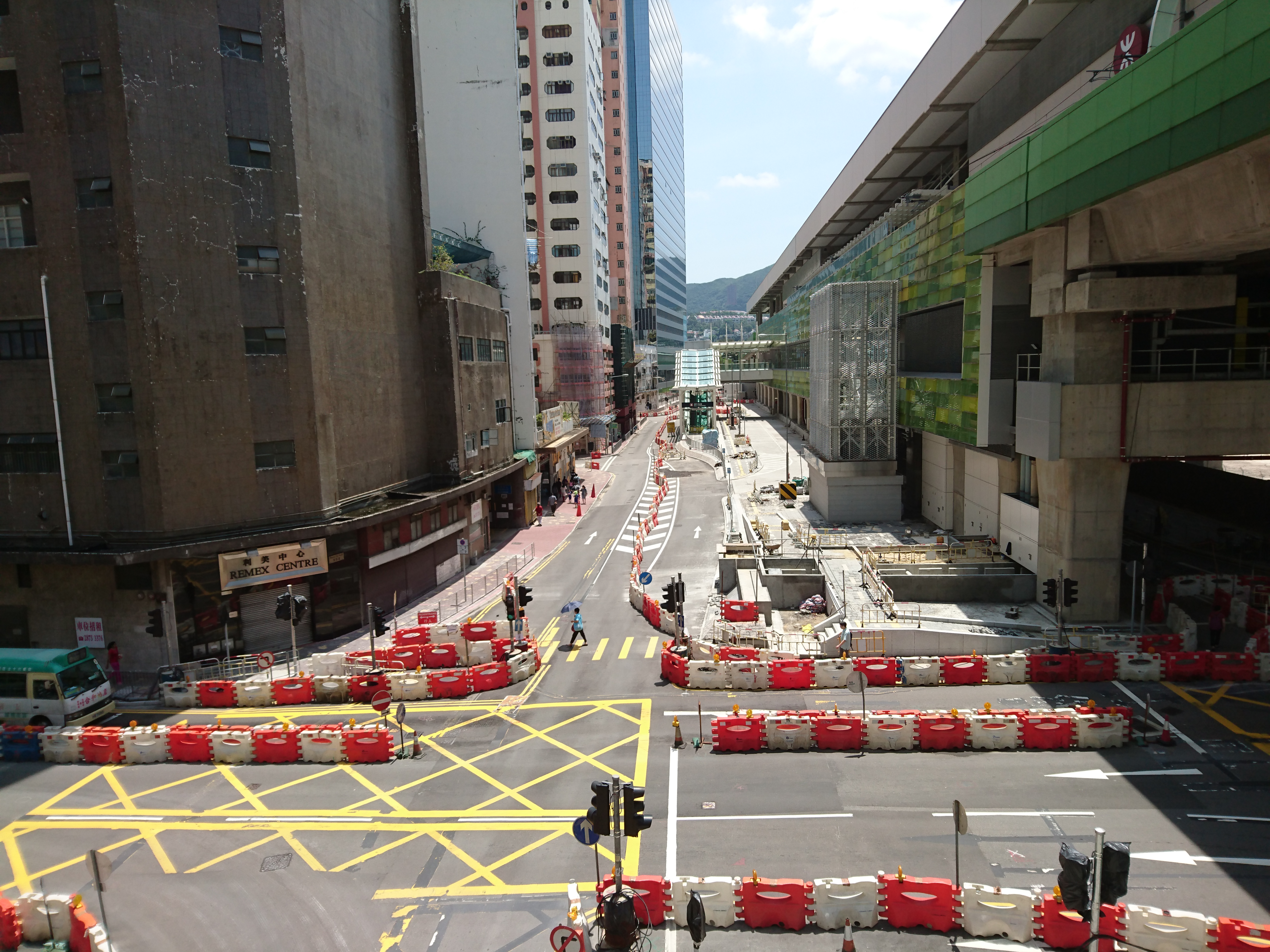
2016年5月香葉道東段，正進行改道以配合黃竹坑站工程